# 1960

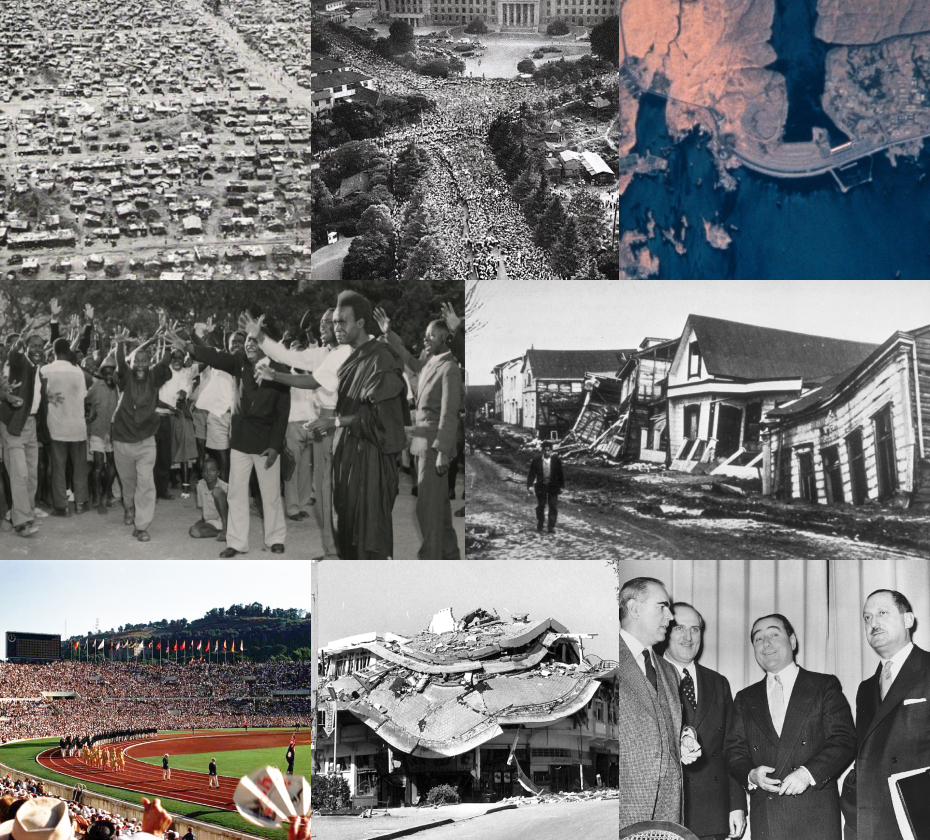

1960 (MCMLX) là một năm nhuận bắt đầu vào Thứ sáu của lịch Gregory, năm thứ 1960 của Công nguyên hay của Anno Domini, the năm thứ 960  của thiên niên kỷ 2, năm thứ 60  của thế kỷ 20, và năm thứ  1   của thập niên 1960. 

## Sự kiện

### Tháng 1
- 1 tháng 1, Cameroon tuyên bố độc lập từ Pháp.
- 17 tháng 1: Xảy ra phong trào Đồng Khởi tại 3 xã Định Thủy, Phước Hiệp, Bình Khánh thuộc huyện Mỏ Cày (Bến Tre)

### Tháng 2
- 23 tháng 2: Naruhito, Hoàng thái tử Nhật Bản ra đời.

### Tháng 3
- 6 tháng 3: Mỹ tuyên bố phái 3500 quân đến Việt Nam.

### Tháng 4
- 27 tháng 4: Togo giành độc lập từ Anh quốc.

### Tháng 5
- 22 tháng 5: Động đất ở Chile là trận động đất mạnh nhất trong lịch sử loài người, mạnh 9,5 độ làm hàng nghìn người thiệt mạng.

### Tháng 6
- 20 tháng 6: Mali và Sénégal giành độc lập
- 26 tháng 6 Madagascar tuyên bố độc lập
- 30 tháng 6: Congo-Kinshasa tuyên bố độc lập

### Tháng 8
- 1 tháng 8: Cộng hòa Dahomey tuyên bố độc lập.
- 3 tháng 8: Niger tuyên bố độc lập.
- 5 tháng 8: Thượng Volta tuyên bố độc lập, thành lập nước cộng hòa.
- 7 tháng 8: Côte d'Ivoire (tức Bờ Biển Ngà) tuyên bố độc lập.
- 11 tháng 8: Tchad tuyên bố độc lập.
- 13 tháng 8: Cộng hòa Trung Phi tuyên bố độc lập.
- 15 tháng 8: Congo-Brazzaville tuyên bố độc lập, thành lập nước Cộng hòa Congo.
- 17 tháng 8: Gabon tuyên bố độc lập.

### Tháng 9
- 5 tháng 9: Hội đại hội đại biểu toàn quốc lần thứ 3
- 22 tháng 9: Soudan thuộc Pháp tuyên bố độc lập, thành lập nước Cộng hòa Mali.

### Tháng 10
- 1 tháng 10: Nigeria giành độc lập từ Anh, thành lập nước Cộng hòa liên bang Nigeria

### Tháng 11
- 28 tháng 11: Mauritanie tuyên bố độc lập.

### Tháng 12
- 20 tháng 12: Thành lập mặt trận dân tộc giải phóng miền Nam Việt Nam.

## Sinh

### Tháng 1
- 1 tháng 1:
  - Sơn Tuyền, ca sĩ nhạc vàng hải ngoại người Việt Nam
  - Vũ Tiến Lộc, nhà chính trị người Việt Nam (m. 2024)
- 12 tháng 1 - Tề Tần, ca sĩ và nhạc sĩ người Đài Loan

### Tháng 2
- 2 tháng 2 - Huệ Anh Hồng, diễn viên Hồng Kông
- 16 tháng 2 - Chung Sở Hồng, diễn viên Hồng Kông
- 23 tháng 2 - Naruhito, đương kim Thiên hoàng Nhật Bản
- 29 tháng 2 - Richard Ramirez, kẻ sát nhân hàng loạt người Hoa Kỳ/Mỹ (m. 2013)

### Tháng 3
- 26 tháng 3 – Jennifer Grey, nữ diễn viên Mỹ

### Tháng 5
- 9 tháng 5 - Johnny Paul Koroma, nguyên thủ quốc gia Sierra Leone (m. 2003 hoặc 2017)[1]
- 10 tháng 5 - Trần Văn Thuyết, doanh nhân, tội phạm của Vụ án Năm Cam và đồng phạm, chồng cũ của nữ đạo diễn Linh Nga
- 21 tháng 5 - Jeffrey Dahmer, kẻ sát nhân hàng loạt Mỹ (m. 1994)
- 22 tháng 5 - Kiều Nga, nữ ca sĩ hải ngoại gốc Việt
- 24 tháng 5 - Kristin Scott Thomas, nữ diễn viên người Anh

### Tháng 6
- 8 tháng 6 - Nguyễn Thanh Hồng, tướng lĩnh Công an nhân dân Việt Nam cấp bậc Thiếu tướng, chính trị gia người Việt Nam

### Tháng 7
- 11 tháng 7 - Tạ Minh Tâm, ca sĩ thể loại opera, nhạc cách mạng người Việt Nam

### Tháng 8
- 11 tháng 8 - Bích Ngân, nhà văn Việt Nam

### Tháng 9
- 5 tháng 9 - Huỳnh Tử Hoa, nghệ sĩ và diễn viên Hồng Kông
- 9 tháng 9 - Hugh Grant, diễn viên người Anh
- 12 tháng 9 - Hữu Luân, nghệ sĩ nhân dân, nhà báo, người dẫn chương trình truyền hình, biên tập viên của Đài Truyền hình Thành phố Hồ Chí Minh và kênh VTV3

### Tháng 10
- 30 tháng 10 - Diego Maradona, huyền thoại bóng đá nam chuyên nghiệp của Argentina (m. 2020)

### Tháng 11
- 5 tháng 11 - Mao Thuấn Quân, nữ diễn viên Hồng Kông
- 10 tháng 11 - Trương Đức Lan, nữ ca sĩ Hồng Kông
- 28 tháng 11 - Thái Phong Hoa, nam ca sĩ Hồng Kông

### Tháng 12
- 18 tháng 12 - Yoon Suk-yeol, tổng thống thứ 13 của Hàn Quốc
- 22 tháng 12 - Châu Hoa Kiện, nam ca sĩ Đài Loan

## Mất
- 15 tháng 3 - Eduard Čech, nhà toán học Tiệp Khắc (s. 1893)

## Giải Nobel
- Vật lý - Donald Arthur Glaser
- Hóa học - Willard Frank Libby
- Y học - Sir Frank Macfarlane Burnet, Peter Brian Medawar
- Văn học - Saint-John Perse
- Hòa bình - Albert John Luthuli